# 別役成義
別役 成義（べっちゃく なりよし、1844年11月10日（天保15年10月1日） - 1905年（明治38年）3月27日）は、土佐藩士、迅衝隊士。日本の陸軍軍人。栄典は正四位勲二等。最終階級は陸軍少将。幼名は柳馬、号は能山。

## 来歴
1844年（天保15年）、土佐国土佐郡鴨部村能茶山（現在の高知市）にて別役八十平成照の子として生まれる。号の「能山」は故郷の能茶山から取っている。
戊辰の役には迅衝隊に所属し従軍。1872年（明治5年）、藩兵となって上京し、高知藩歩騎砲工四科兵の工兵を創意訓練する。
西南戦争では熊本城に籠城。1879年（明治12年）4月、工兵第5方面提理となり、1883年（明治16年）2月、工兵第4方面提理に異動。1884年（明治17年）10月、工兵大佐に昇進。1886年（明治19年）3月、工兵会議議長心得に就任。1887年（明治20年）6月、工兵監となった。1890年（明治23年）8月、陸軍少将へ進級と同時に予備役編入となった。
日清戦争のときには召集され、1894年（明治27年）8月、留守歩兵第5旅団長兼留守第3師団長事務取扱に就任した。翌1895年（明治28年）8月20日に功により勲二等瑞宝章を授かり、9月15日に残務処理を終えて軍務から退いた。1898年（明治31年）に後備役に編入。
1900年（明治33年）の義和団の乱（北清事変）でも召集され、10月18日に留守第5師団長兼留守第9旅団長となり、翌1901年（明治34年）12月27日に免じられた。
1905年（明治38年）年3月、東京牛込鷹匠町の自宅において死去。享年62。死後、その功績を以てして正四位に叙せられた。
詩、書画、刀剣を好み、特に鑑刀においては宮内省御剣係をつとめる刀剣界の重鎮だった。

## 親族
家に男子がいなかったため、矢野初太郎の三男友顕を養子に迎え跡継ぎとした。また二女幸重は森雅守砲兵少佐に嫁ぐが、森はイタリアで客死した。

## 栄典
- 1889年（明治22年）11月29日 - 大日本帝国憲法発布記念章[4]
- 1895年（明治28年）8月20日 -  勲二等瑞宝章[5]
- 1902年（明治35年）1月17日 -  レジオンドヌール勲章コマンドゥール[6]
- 勲二等旭日重光章